# Mezistátní utkání české hokejové reprezentace v sezóně 1996/1997
Mezistátních utkání české hokejové reprezentace v sezóně 1996/1997 bylo celkem 33 s celkovou bilancí 14 vítězství, 2 remízy a 17 porážek. Nejprve odehrála reprezentace 2 zápasy na Pragobanka Cupu 1996, následovaly 2 přátelské zápasy a poté 3 zápasy na Světovém poháru 1996. Další 3 zápasy odehrála reprezentace na Karjala Cupu 1996, pak 4 na Ceně Izvestijí 1996 a 4 na Švédských hokejových hrách 1997. Následovalo 6 přátelských zápasů a pak 9 zápasů na Mistrovství světa v ledním hokeji 1997.

## Přehled mezistátních zápasů
| Pořadí | Datum        |       | Výsledek              | Soupeř    | Soutěž                       | Místo utkání           |
| ------ | ------------ | ----- | --------------------- | --------- | ---------------------------- | ---------------------- |
| 1267.  | 16. 8. 1996  | Česko | 2 : 4 (0:2, 2:1, 0:1) | Švédsko   | Pragobanka Cup 1996          | Zlín                   |
| 1268.  | 18. 8. 1996  | Česko | 3 : 2 (1:0, 1:1, 1:1) | Finsko    | Pragobanka Cup 1996          | Zlín                   |
| 1269.  | 21. 8. 1996  | Česko | 1 : 5 (1:2, 0:1, 0:2) | Finsko    | přátelsky                    | Tampere                |
| 1270.  | 22. 8. 1996  | Česko | 1 : 6 (0:2, 0:2, 1:2) | Švédsko   | přátelsky                    | Stockholm              |
| 1271.  | 27. 8. 1996  | Česko | 3 : 7 (1:4, 1:1, 1:2) | Finsko    | Světový pohár 1996 (ZS)      | Helsinky               |
| 1272.  | 29. 8. 1996  | Česko | 0 : 3 (0:1, 0:2, 0:0) | Švédsko   | Světový pohár 1996 (ZS)      | Praha                  |
| 1273.  | 31. 8. 1996  | Česko | 1 : 7 (0:4, 0:1, 1:2) | Německo   | Světový pohár 1996 (ZS)      | Garmisch-Partenkirchen |
| 1274.  | 7. 11. 1996  | Česko | 1 : 3 (1:2, 0:1, 0:0) | Švédsko   | Karjala Cup 1996             | Helsinky               |
| 1275.  | 9. 11. 1996  | Česko | 3 : 3 (1:1, 1:0, 1:2) | Finsko    | Karjala Cup 1996             | Helsinky               |
| 1276.  | 10. 11. 1996 | Česko | 1 : 3 (1:0, 0:1, 0:2) | Rusko     | Karjala Cup 1996             | Helsinky               |
| 1277.  | 17. 12. 1996 | Česko | 1 : 3 (0:0, 1:0, 0:3) | Rusko     | Cena Izvestijí 1996          | Moskva                 |
| 1278.  | 18. 12. 1996 | Česko | 3 : 3 (0:2, 2:1, 1:0) | Švédsko   | Cena Izvestijí 1996          | Moskva                 |
| 1279.  | 20. 12. 1996 | Česko | 3 : 1 (1:0, 0:0, 2:1) | Kanada    | Cena Izvestijí 1996          | Moskva                 |
| 1280.  | 21. 12. 1996 | Česko | 2 : 5 (2:2, 0:2, 0:1) | Finsko    | Cena Izvestijí 1996          | Moskva                 |
| 1281.  | 5. 2. 1997   | Česko | 0 : 5 (0:1, 0:3, 0:1) | Finsko    | Švédské hokejové hry 1997    | Stockholm              |
| 1282.  | 6. 2. 1997   | Česko | 3 : 6 (1:2, 1:3, 1:1) | Švédsko   | Švédské hokejové hry 1997    | Stockholm              |
| 1283.  | 8. 2. 1997   | Česko | 2 : 1 (0:0, 2:1, 0:0) | Kanada    | Švédské hokejové hry 1997    | Stockholm              |
| 1284.  | 9. 2. 1997   | Česko | 1 : 5 (1:2, 0:3, 0:0) | Rusko     | Švédské hokejové hry 1997    | Stockholm              |
| 1285.  | 11. 4. 1997  | Česko | 4 : 2 (0:0, 1:2, 3:0) | Německo   | přátelsky                    | Weiden                 |
| 1286.  | 12. 4. 1997  | Česko | 2 : 0 (0:0, 0:0, 2:0) | Německo   | přátelsky                    | Selb                   |
| 1287.  | 16. 4. 1997  | Česko | 6 : 1 (3:0, 1:1, 2:0) | Norsko    | přátelsky                    | Nymburk                |
| 1288.  | 17. 4. 1997  | Česko | 4 : 2 (0:0, 3:1, 1:1) | Norsko    | přátelsky                    | Mladá Boleslav         |
| 1289.  | 19. 4. 1997  | Česko | 6 : 3 (1:1, 3:2, 2:0) | Finsko    | přátelsky                    | Litvínov               |
| 1290.  | 20. 4. 1997  | Česko | 1 : 2 (0:1, 0:1, 1:0) | Finsko    | přátelsky                    | Praha                  |
| 1291.  | 26. 4. 1997  | Česko | 2 : 1 (0:0, 0:1, 2:0) | Německo   | Mistrovství světa 1997 (ZS)  | Helsinky               |
| 1292.  | 27. 4. 1997  | Česko | 2 : 1 (1:1, 0:0, 1:0) | Finsko    | Mistrovství světa 1997 (ZS)  | Helsinky               |
| 1293.  | 30. 4. 1997  | Česko | 3 : 1 (0:0, 2:0, 1:1) | Slovensko | Mistrovství světa 1997 (ZS)  | Helsinky               |
| 1294.  | 1. 5. 1997   | Česko | 2 : 3 (2:1, 0:1, 0:1) | Rusko     | Mistrovství světa 1997 (ZS)  | Helsinky               |
| 1295.  | 3. 5. 1997   | Česko | 9 : 3 (2:3, 3:0, 4:0) | Francie   | Mistrovství světa 1997 (ZS)  | Helsinky               |
| 1296.  | 5. 5. 1997   | Česko | 3 : 4 (0:1, 1:3, 2:0) | USA       | Mistrovství světa 1997 (SMF) | Helsinky               |
| 1297.  | 7. 5. 1997   | Česko | 5 : 3 (2:2, 1:0, 2:1) | Kanada    | Mistrovství světa 1997 (SMF) | Helsinky               |
| 1298.  | 8. 5. 1997   | Česko | 0 : 1 (0:0, 0:0, 0:1) | Švédsko   | Mistrovství světa 1997 (SMF) | Helsinky               |
| 1299.  | 10. 5. 1997  | Česko | 4 : 3 (2:1, 1:0, 1:2) | Rusko     | Mistrovství světa 1997 (O3M) | Helsinky               |

## Bilance sezóny 1996/97
| Soupeř    | Zápasy | Výhry | Remízy | Prohry | Skóre  |
| --------- | ------ | ----- | ------ | ------ | ------ |
| Finsko    | 9      | 3     | 1      | 5      | 21:33  |
| Francie   | 1      | 1     | 0      | 0      | 9:3    |
| Kanada    | 3      | 3     | 0      | 0      | 10:5   |
| Německo   | 4      | 3     | 0      | 1      | 9:10   |
| Norsko    | 2      | 2     | 0      | 0      | 10:3   |
| Rusko     | 5      | 1     | 0      | 4      | 9:17   |
| Slovensko | 1      | 1     | 0      | 0      | 3:1    |
| Švédsko   | 7      | 0     | 1      | 6      | 10:26  |
| USA       | 1      | 0     | 0      | 1      | 3:4    |
| Celkem    | 33     | 14    | 2      | 17     | 84:102 |

## Přátelské mezistátní zápasy
Česko -  Finsko 1:5 (1:2, 0:1, 0:2)
21. srpna 1996 - Tampere

Branky Česko: 4. Robert Reichel

Branky Finska: 5. Lumme, 19. Selänne, 28. Nurminen, 57. Ojanen, 60. Selänne.

Rozhodčí: Öberg – Danielsson, Svensson (SWE)

Vyloučení: 5:5

Diváků: 8 000
Česko: Roman Turek – Michal Sýkora, Stanislav Neckář, Hamrlík, Jiří Šlégr, Kadlec, František Kaberle – Robert Lang, Robert Reichel, Martin Ručinský – Martin Straka, Jiří Dopita, Josef Beránek – Otakar Vejvoda, Pavel Patera, Martin Procházka – Radek Bonk, Bobby Holík.
Finsko: Takko – Strömberg, Laukkanen, Kiprusoff, Virta, Lumme, Niinimaa – Kurri, Helminen, Ruutu – Lehtinen, Koivu, Nurminen – Riihijärvi, Ylönen, Selänne – Kapanen, Ojanen, Nieminen.

 Česko -  Švédsko	1:6 (0:2, 0:2, 1:2)
22. srpna 1996 - Stockholm	

Branky Česko: 47. Martin Procházka

Branky Švédska: 14. Lidström, 17. a 37. Forsberg, 39. Albelin, 53. Garpenlöv, 60. Lidström.

Rozhodčí: Bardin (RUS)

Vyloučení: 11:7 (4:0)

Diváků: 8 072
Česko: Roman Turek – Michal Sýkora, Stanislav Neckář, Hamrlík, Jiří Šlégr, Kadlec, František Kaberle – Robert Lang, Robert Reichel, Martin Ručinský – Martin Straka, Jiří Dopita, Bobby Holík – Otakar Vejvoda, Pavel Patera, Martin Procházka – Jiří Vykoukal, Radek Bonk, Jiří Veber.
Švédsko: Salo (41. Söderström) – Lidström, Norström, C. Johansson, Popovic, Albelin, R. Johansson – Garpenlöv, Forsberg, Alfredsson – Dahlen, Nylander, N. Anderson – Sundin, Sundström, M. Andersson – Bergqvist, F. Nilsson, Holmström.

 Česko -  Německo	4:2 (0:0, 1:2, 3:0)
11. dubna 1997 - Weiden	

Branky Česko: 25. a 59. Vladimír Vůjtek, 59. Robert Lang, 60. Jiří Zelenka

Branky Německa: 31. Kathan, 35. Lüdemann.

Rozhodčí: Clemencon (SUI) – Aumüller, Sprenger (GER)

Vyloučení: 4:2 (0:2) + Martin Procházka a Hegen na 10 min.

Diváků: 2 000
Česko: Milan Hnilička – Libor Procházka, František Kaberle, Jiří Vykoukal, Angel Nikolov, Jaroslav Špaček, Ladislav Benýšek, Radek Hamr, Jindřich – Vladimír Vůjtek, Pavel Patera, Martin Procházka – Jiří Zelenka , David Výborný, Richard Žemlička – Viktor Ujčík, Tomáš Vlasák, Němčický – Petr Ton, Robert Lang, Milan Hejduk.
Německo: Heiss – Kunce, Nowak, Brasagk, Kienass, Wieland, Mayr, Lüdemann, S. Mayer – Pyka, Brännström, Hegen – Stefan, M. Reichel, Brügemann – Felski, MacKay, Benda – Kathan, Kühnhauser, Funk.

 Česko -  Německo	2:0 (0:0, 0:0, 2:0)
12. duben 1997 - Selb	

Branky Česko: 43. Richard Žemlička, 60. Pavel Patera.

Branky Německa:

Rozhodčí: Clemencon (SUI) – Oswald, Schurr (GER)

Vyloučení: 3:2

Diváků: 2 145
Česko: Kameš – Libor Procházka, František Kaberle, Jiří Vykoukal, Angel Nikolov, Jaroslav Špaček, Ladislav Benýšek, Radek Hamr, Jindřich – Vladimír Vůjtek, Pavel Patera, Martin Procházka – Jiří Zelenka , David Výborný, Richard Žemlička – Petr Ton, Robert Lang, Milan Hejduk – Tomáš Vlasák, Němčický.
Německo: Künast (30. Fischer) – Bergen, Wieland, Bresagk, Molling, Goldmann, Kunce, Lüdemann, S. Mayer – Kathan, MacKay, Benda – Zajankala, J. Rumrich, Felski – Lupzig, Brännström, Funk – Stefan, M. Reichel, Brügemann.

 Česko -  Norsko	6:1 (3:0, 1:1, 2:0)
16. dubna 1997 - Nymburk

Branky Česko: 6. Jiří Šlégr, 14. Viktor Ujčík, 18. David Moravec, 38. Tomáš Kapusta, 51. David Výborný, 60. Jiří Šlégr

Branky Norska: 31. Vikingstad.

Rozhodčí: Bertolotti (SUI) – Bádal, Pouzar (CZE)

Vyloučení: 6:4 (1:1)

Diváků: 2 500
Česko: Roman Čechmánek – Jiří Vykoukal, Jiří Veber, Jaroslav Špaček, Ladislav Benýšek, Jiří Šlégr, Vlastimil Kroupa, Libor Procházka, František Kaberle – Tomáš Sršeň, Jiří Dopita, Tomáš Kapusta – Jiří Zelenka , David Výborný, Richard Žemlička – Ondřej Kratěna, Rostislav Vlach, Robert Lang – Viktor Ujčík, Roman Šimíček, David Moravec.
Norsko: Allman – A. Olsen, Jakobsen, Fagerli, Mats Trygg, Nörstebö, Nordhus – Magnussen, Knutsen, Tveten – Knold, Fjeldstad, Dahlström – Marius Trygg, Ö. Olsen, Vikingstad – Nilsen, Fjeld, Johansen.

 Česko -  Norsko	4:2 (0:0, 3:1, 1:1)
17. dubna 1997 - Mladá Boleslav	

Branky Česko: 25. Libor Procházka, 25. Vladimír Vůjtek, 29. a 46. Martin Procházka

Branky Norska: 31. Marius Trygg, 53. Johnsen.

Rozhodčí: Bertolotti (SUI) – Bádal, Pouzar (CZE)

Vyloučení: 2:4 (0:0, 2:0) + Magnussen na 10 min.

Diváků: 4 200
Česko: Milan Hnilička (30. Martin Prusek) – Jiří Vykoukal, Jiří Veber, Libor Procházka, Ladislav Benýšek, Vlastimil Kroupa, Jiří Šlégr – Tomáš Sršeň, Jiří Dopita, Tomáš Kapusta – Jiří Zelenka , Pavel Patera, Martin Procházka – Ondřej Kratěna, Rostislav Vlach, Richard Žemlička – Viktor Ujčík, Roman Šimíček, David Moravec – Vladimír Vůjtek.
Norsko: Allman – Smithurst, Jakobsen, Andersen, Nörstebö, Mats Trygg, Fagerli – Magnussen, Knutsen, Tveten – Vikingstad, Fjeld, Dahlström – Skröder, Ö. Olsen, Fjeldstad – Marius Trygg, Johnsen, Nilsen.

 Česko -  Finsko	6:3 (1:1, 3:2, 2:0)
19. dubna 1997 - Litvínov	

Branky Česko: 11. Jiří Dopita, 22. Martin Procházka, 33. Jaroslav Špaček, 34. Vladimír Vůjtek, 50. Ondřej Kratěna, 52. David Moravec

Branky Finska: 17. Varvio, 29. Nieminen, 34. Varvio.

Rozhodčí: Müller (GER) – Barvíř, ČESKO (CZE)

Vyloučení: 8:8 (1:1)

Diváků: 6 250
Česko: Martin Prusek – Jaroslav Špaček, Jiří Veber, Jiří Šlégr, Vlastimil Kroupa, Libor Procházka, Ladislav Benýšek, Jiří Vykoukal – Ondřej Kratěna, Jiří Dopita, Tomáš Kapusta – Vladimír Vůjtek, Pavel Patera, Martin Procházka – David Výborný, Robert Reichel, Rostislav Vlach – Viktor Ujčík, Roman Šimíček, David Moravec – Richard Žemlička, Tomáš Sršeň.
Finsko: Hurme – Lumme, Nummelin, Strömberg, Martikainen, Jutila, Timonen, Virta, Kiprusoff – Nurminen, Nieminen, Peltonen – Varvio, Helminen, Jokinen – Riihijärvi, Ojanen, Varis – Jantunen, Aalto, Törmanen – Lind.

 Česko -  Finsko 1:2 (0:1, 0:1, 1:0)
20. dubna 1997 - Praha	

Branky Česko: 44. Jiří Dopita

Branky Finska: 4. Helminen, 32. Kiprusoff.

Rozhodčí: Müller (GER) – Barvíř, Český (CZE)

Vyloučení: 4:5 (0:1)

Diváků: 7 000
Česko: Roman Čechmánek – Jiří Vykoukal, Jiří Veber, Libor Procházka, František Kaberle, Jiří Šlégr, Ladislav Benýšek, Vlastimil Kroupa – Ondřej Kratěna, Jiří Dopita, Richard Žemlička – Robert Lang, Robert Reichel, Rostislav Vlach – Tomáš Sršeň, David Výborný, Tomáš Kapusta – Jiří Zelenka , Roman Šimíček, David Moravec – Vladimír Vůjtek, Viktor Ujčík.
Finsko: Sulander – Lumme, Nummelin, Strömberg, Martikainen, Jutila, Timonen, Kiprusoff, Virta – Nurminen, Nieminen, Jantunen – Lind, Helminen, Jokinen – Peltonen, Ojanen, Varis – Varvio, Aalto, Törmanen.